# Исик-Кель

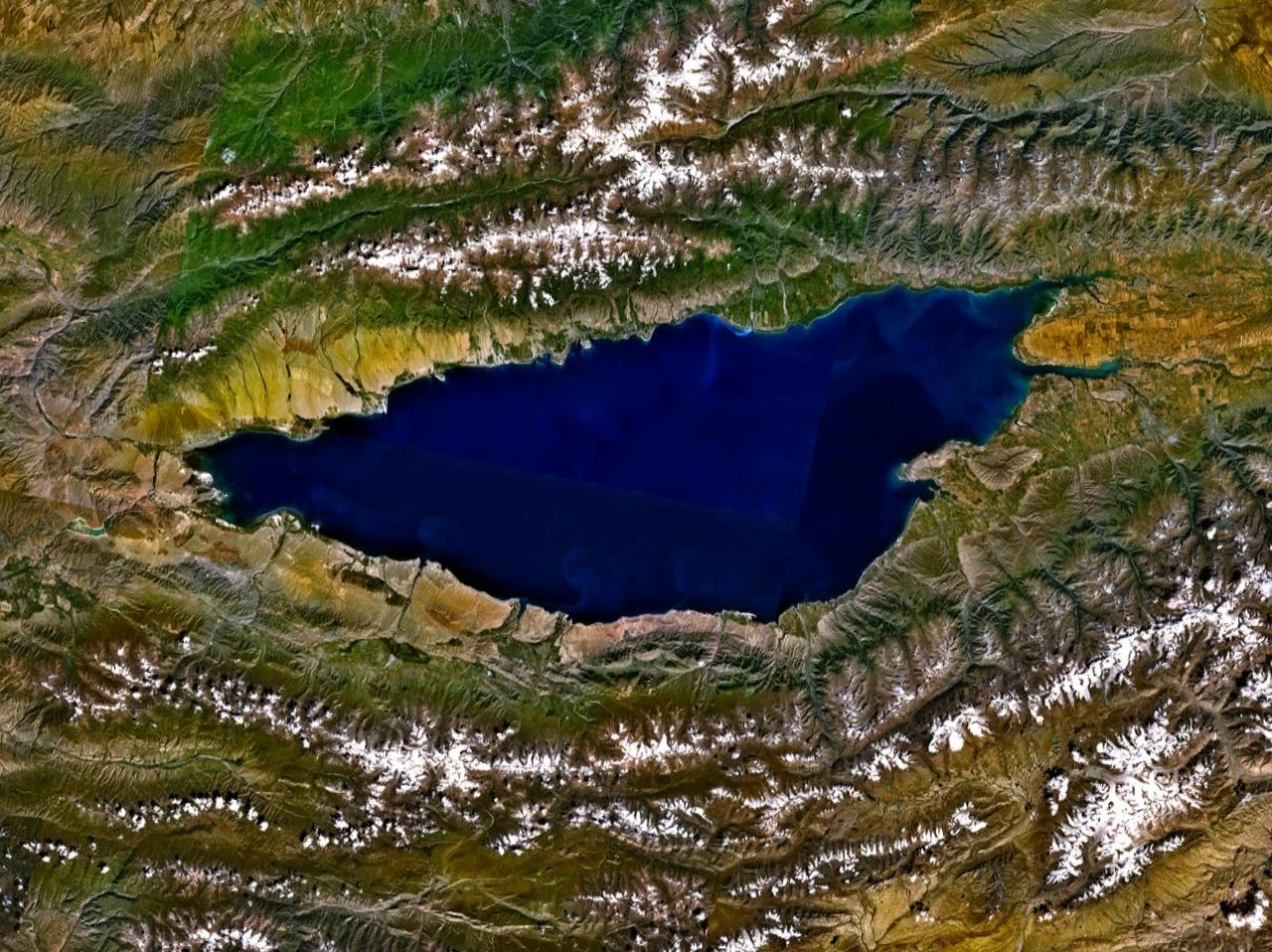
Вид з космосу на озеро Іссик-Куль

Біосферна територія «Исик-Кель» — особливо охоронювана природна територія Киргизстану, утворена постановою Уряду Киргизької Республіки від 25 вересня 1998 року N 623 «Про біосферну територію Исик-Кель».

## Завдання біосферної території

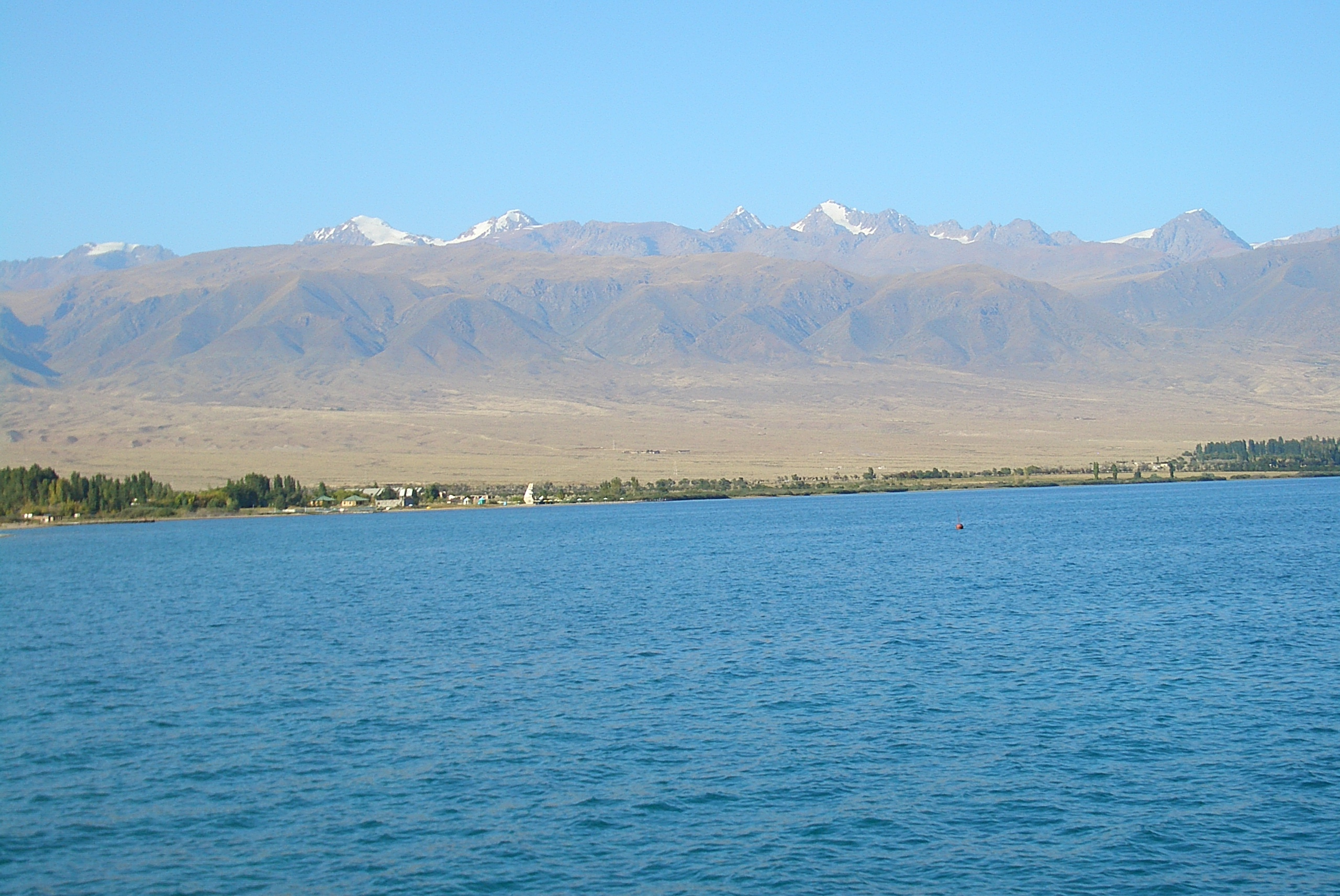
Іссик-Куль

Основним завданням біосферної території Исик-Кель є забезпечення збереження на тривалу перспективу біологічного, ландшафтного різноманіття регіону і охорона унікальної екосистеми, а також озера Іссик-Куль.

## Загальна характериситика
Біосферна територія «Исик-Кель» розташовується в межах адміністративних кордонів Іссик-Кульській області Киргизстану. Загальна площа біосферної території складає 43,1 тис. км² (4 314 400 га) і являє в міжнародному біогеографічному районуванні гірську Паміро-Тянь-Шаньську провінцію з типами біомів — гірські і високогірні геосистеми зі складною зональністю.

## Історія

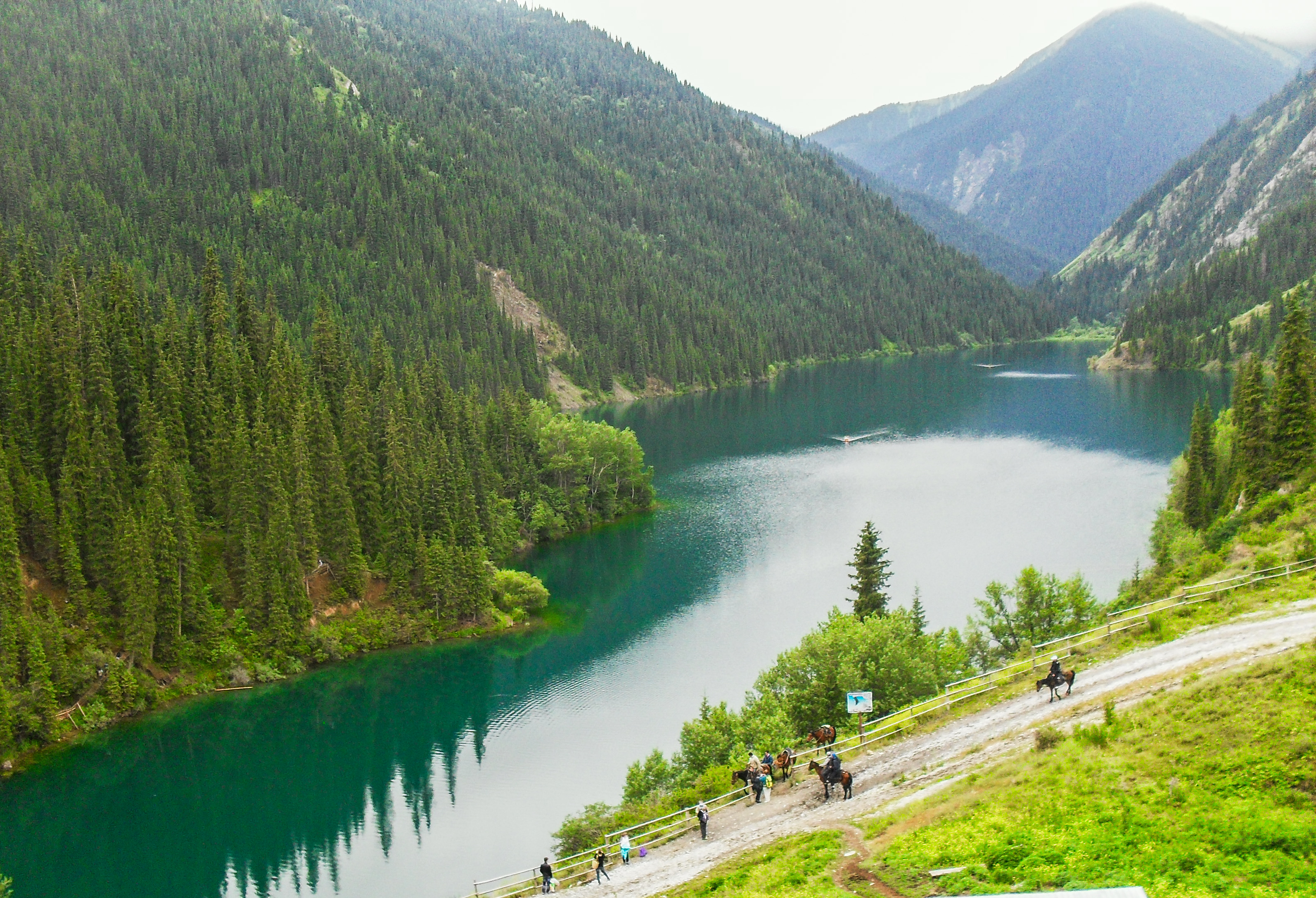
Кольсайські озера в Кюнг-Ала-Тоо

В рамках допомоги країнам з перехідною економікою і за призовом ЮНЕСКО зберегти унікальну природу північно-східного Тянь-Шаню, включаючи озеро Іссик-Куль, Федеральний уряд Німеччини запропонував Киргизстану технічну допомогу в проведенні робіт зі створення біосферного резервату на території Іссик-Кульської області. У березні 1996 року на киргизько-німецькому організаційному семінарі (Бішкек) був розроблений операційний план дій по проекту, що було предметом детальних обговорень на міжнародному семінарі в Берліні 10-12 червня 1996 року. Міжурядова угода про фінансове і технічне співробітництво була досягнута у червні 1996 року в Бонні. У вересні 1996 року між Німецьким товариством з технічного співробітництва (GTZ) та Міністерством охорони навколишнього середовища Киргизстану було підписано робочу угоду про співпрацю з планування біосферної території в Киргизстані. До цього часу межі передбачуваної біосферної території охоплювали цілком територію Іссик-Кульської області і більше половини Наринської області. З березня 1997 року розпочався перший етап цього проекту зі створення на території Іссик-Кульської області біосферного резервату.
25 вересня 1998 року Уряд Киргизстану заявив, що Міністерство охорони навколишнього середовища Киргизстану спільно з Німецьким товариством з технічного співробітництва завершили розробку проекту «Основні напрямки екологічно орієнтованого планування соціально-економічного розвитку Іссик-Кульської області (Біосферна територія Исик-Кель)» і оголосило про створення біосферної території «Исик-Кель».
З 2001 року рішенням ЮНЕСКО біосферна територія «Исик-Кель» була включена до Всесвітньої мережі біосферних резерватів.

## Територіальний устрій та зонування

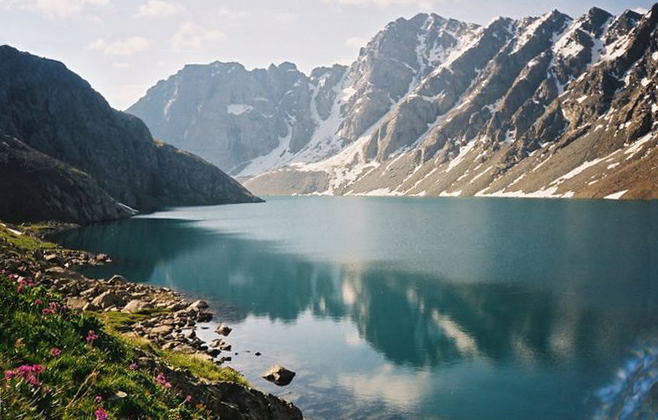
Терскей Ала-Тоо, природний парк Каракол

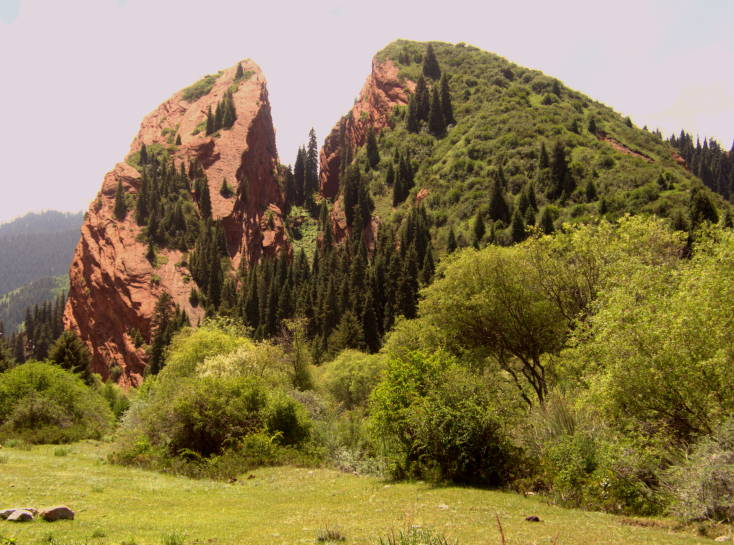
Ущелина Джеті-Огуз

Біосферна територія «Исик-Кель» розділяється на зони з різними режимами охорони і використання.

### Зона ядра
Зона ядра загальною площею 141 022 га включає в себе наступні ділянки:
- водно-болотяні угіддя, що мають міжнародне значення як місця проживання водоплавних птахів (Рамсарська конвенція) в межах ділянок території та акваторії Іссик-Кульського заповідника, 19 842 га, в тому числі берегова зона 3 164 га, акваторія озера Іссик-Куль 16 678 га.
- заповідна зона Національного природного парку «Каракол» площею 8 600 га, представлена схиловими екосистемами лісового поясу хребта Терскей Ала-Тоо;
- територія державного заповідника «Саричат-Ерташ» площею 72 080 га, представлена екосистемами сиртових нагір'їв;
- територія субальпійського, альпійського і нівального поясів хребта Терскей Ала-Тоо площею 59 тис. га;
- північна — на північних схилах хребта Терскей Ала-Тоо вище меж державного лісового фонду від вершини Джилісуу (3 985 м) на вододілі верхів'їв річок Чон-Кизил-Суу і Кичина-Кизил-Суу до перевалу Текеле на вододілі річок Джеті-Огуз і Каракол;
- східна — по вододілу річок Каракол і Джеті-Огуз від перевалу Текеле до вершин Терскей Ала-Тоо (5 216 м) і далі до кордонів державного заповідника «Саричат-Ерташ»;
- західна — від вершини Джилісуу по вододілу річок Чон-Кизил-Суу і Кичина-Кизил-Суу до вершини Терскей Ала-Тоо Кизил-Суу (4 590) і межі державного заповідника «Саричат-Ерташ»;
- південна — північний кордон Саричат-Ертаського державного заповідника.

На території ядра забороняється будь-яка господарська діяльність. Дозволяється проведення тільки науково-дослідних і природоохоронних робіт, моніторингу з мінімально можливим впливом на охоронювані спільноти.

### Буферна зона
Буферна зона загальною площею 3 501 516 га включає в себе наступні ділянки:
- охоронну зону Іссик-Кульського державного заповідника, виключаючи населені пункти, пансіонати і орні угіддя;
- акваторію озера Іссик-Куль, виключаючи 1-кілометрову зону у портів і причалів пансіонатів;
- територію державного лісового фонду на хребтах Терскей-Ала-Тоо і Кюнг-Ала-Тоо;
- територію державного земельного запасу та сільськогосподарських угідь, розташовану вище державного лісового фонду до вершин хребтів Кюнг-Ала-Тоо і Терскей-Ала-Тоо;
- території Іссик-Кульської області на південний схід від хребта Терскей-Ала-Тоо до державного кордону Киргизстану, виключаючи землі населених пунктів, ділянки промисловості, енергетики та площі залягання корисних копалин.

У буферній зоні здійснюються різні форми діяльності, що не впливають негативно на стан екосистем ядра:
- наукові дослідження;
- моніторинг навколишнього середовища і контроль за змінами екосистем;
- лісогосподарська діяльність та захист лісових масивів;
- традиційне землекористування в рамках забезпечення довготривалого збереження і невразливості біорізноманіття ядра;
- рекреаційне користування, відпочинок на природі, туризм, ретельно контрольовані і регульовані в екологічно допустимих нормативів;
- спортивно-любительське полювання і спортивне рибальство, а також промислова заготівля хутрової сировини і рибних ресурсів в порядку традиційного користування;
- використання мінеральних вод і лікувальних ресурсів;
- екологічна просвіта, організація демонстраційних ділянок.

У буферній зоні забороняються створення нових поселень, розміщення та експлуатація промислових об'єктів, будівництво та експлуатація виробничих об'єктів, проведення геологорозвідувальних робіт і розробка корисних копалин, рубка лісу в порядку головного користування, крім лісовідновлювальних рубок, рубок догляду та санітарних рубок, вселення (акліматизація) нових видів рослин і тварин, дії, що змінюють гідрологічний режим ядра, і інша діяльність, здатна вплинути на екосистему в цілому.

### Перехідна зона
Перехідна зона загальною площею 688 540 га, що включає сільськогосподарські угіддя і землі промисловості, транспорту, зв'язку, оборони та іншого призначення, а також території населених пунктів, пансіонатів і решту території Іссик-Кульської улоговини, що не увійшла до буферної зони.
У перехідній зоні допускаються різні види виробничої діяльності, в якій економічно зацікавлені групи та громадяни, які проживають на даній території, спільно беруть участь у виробництві і довготривалому використанні природних ресурсів з дотриманням екологічних вимог, що забезпечують стійкість екологічного та економічного розвитку території. У перехідній зоні розташовуються орні угіддя, сільськогосподарські, виробничі та лікувально-оздоровчі комплекси, джерела мінеральних вод, а також експериментальні ділянки з виробничими центрами.

### Зона санації
Зона санації, що включає антропогенно порушені території, що вимагають регенераційних і рекультиваційних заходів (родовища корисних копалин, хвостосховища, смуги автотрас, населені пункти, деградовані землі, худобоперегонні траси і худобозупиночні майданчики.
У зоні санації здійснюються регенераційні, рекультиваційні, протиерозійні, пасовищовідновлювальні та лісонасаджувані заходи.

## Рельєф

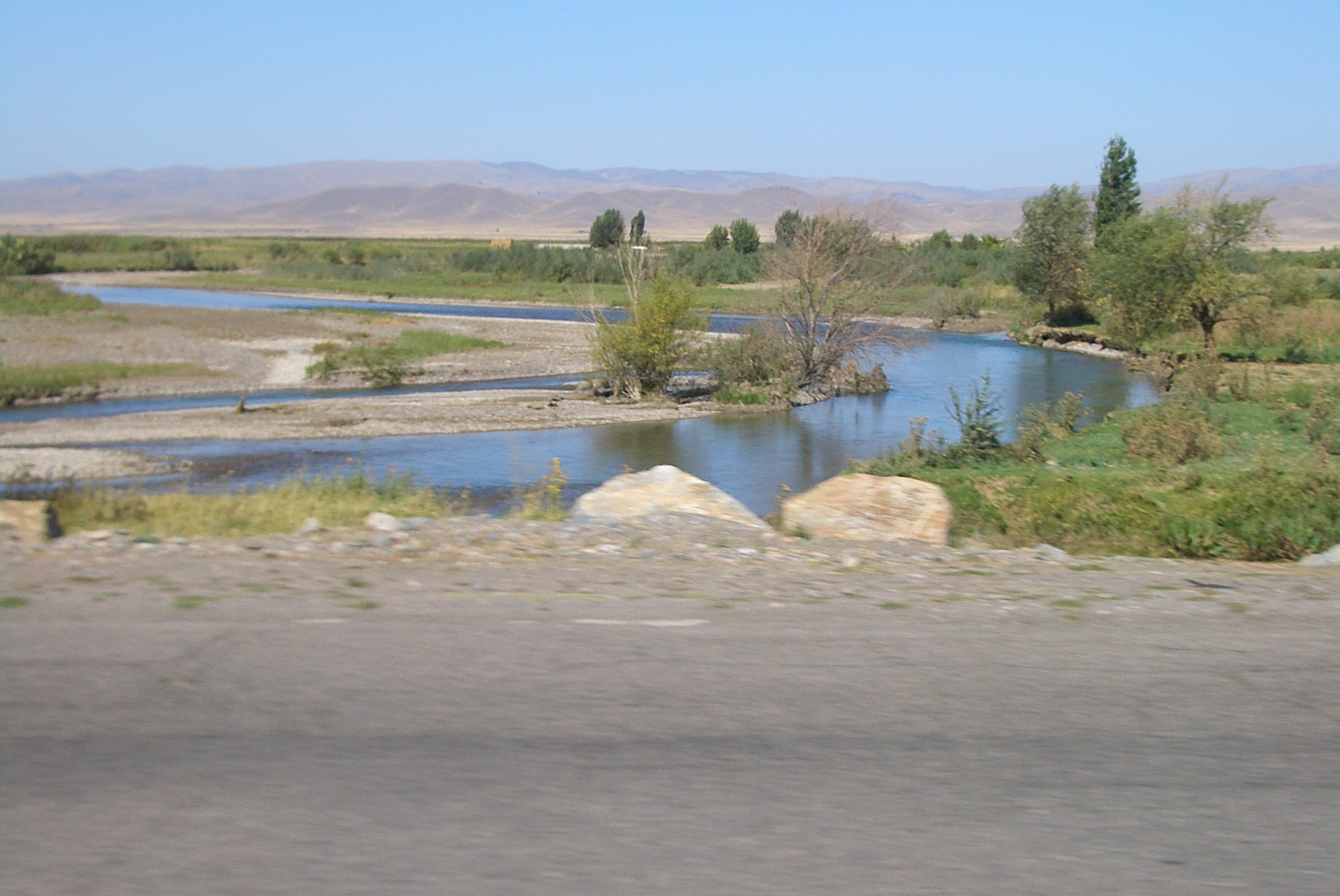
Долина річки Чу

За рельєфом територія на макрорівні ділиться на дві великі частини — озерна западина і сиртові нагір'я Центрального і Внутрішнього Тянь-Шаню. Улоговину озера обрамляють хребти субширотного простягання — Тескей і Кюнг-Ала-Тоо. Ці хребти оперізують улоговину, з'єднуючись на сході і заході. У західній частині улоговини пролягає долина річки Чу, утворюючи Боомську ущелину і в східній частині — долини річок Тюп і Жиргалан з вододілом по хребту Тасма. В улоговинній частині різко виділяються три основні комплекси рельєфу: рівнинний, передгірно-адирний і гірський. Високі гірські хребти, що оточують улоговину, захищають озеро від холодних арктичних повітряних мас і від спеки Центрально-Азійських пустель.
На південь від Іссик-Кульської улоговини розташовуються великі високогірні пустелі — сиртові нагір'я. Це підняті на велику висоту стародавні денудаційні поверхні з окремими гірськими масивами до 5000-6000 м, покритими льодовиками і вічними снігами. У зниженнях рельєф м'який, пагорбисто-моренний. За рельєфом сирти неоднорідні. Східна і південна частини сильно розчленовані високими хребтами, північна і західна помітно згладжені і представляють майже вирівняні поверхні.
Процес горотворення на території триває й донині. В результаті неотектонічних рухів відбувається підйом і опускання окремих ділянок поверхні. Територія входить в сейсмічно активний пояс молодих гірських утворень з частими і сильними землетрусами.

## Рослинність і тваринний світ
На території біосферної території «Исик-Кель» виділено три основних висотних пояси: передгірний, гірський і високогірний.

### Передгірний пояс
Передгірний пояс охоплює всю приозерну рівнину і нижні частини гірських схилів (1600—2100 метрів над рівнем моря). Для цього поясу характерні біоценози пустельного, напівпустельного і степового характерів, а також біоценози лугів ґрунтового зволоження і реліктових озер, які служать місцем проживання численних цінних видів тварин.
Це територія, що найінтенсивніше використовується людиною. Досить відчутний антропогенний вплив (землеробство, випас худоби, будівництво селищ і пансіонатів і доріг), що негативно впливає на стан рослинного і тваринного світу. Найчастіше рослинний покрив тут деградований, населений видами-космополітами (часто акліматизованих людиною). Водні ценози (особливо озеро Іссик-Куль) включають велику кількість ендеміків, реліктів та рідкісних видів (8 риб, 20 ракоподібних, 11 нематод, 9 амфібіонтів — комах).

### Гірський пояс

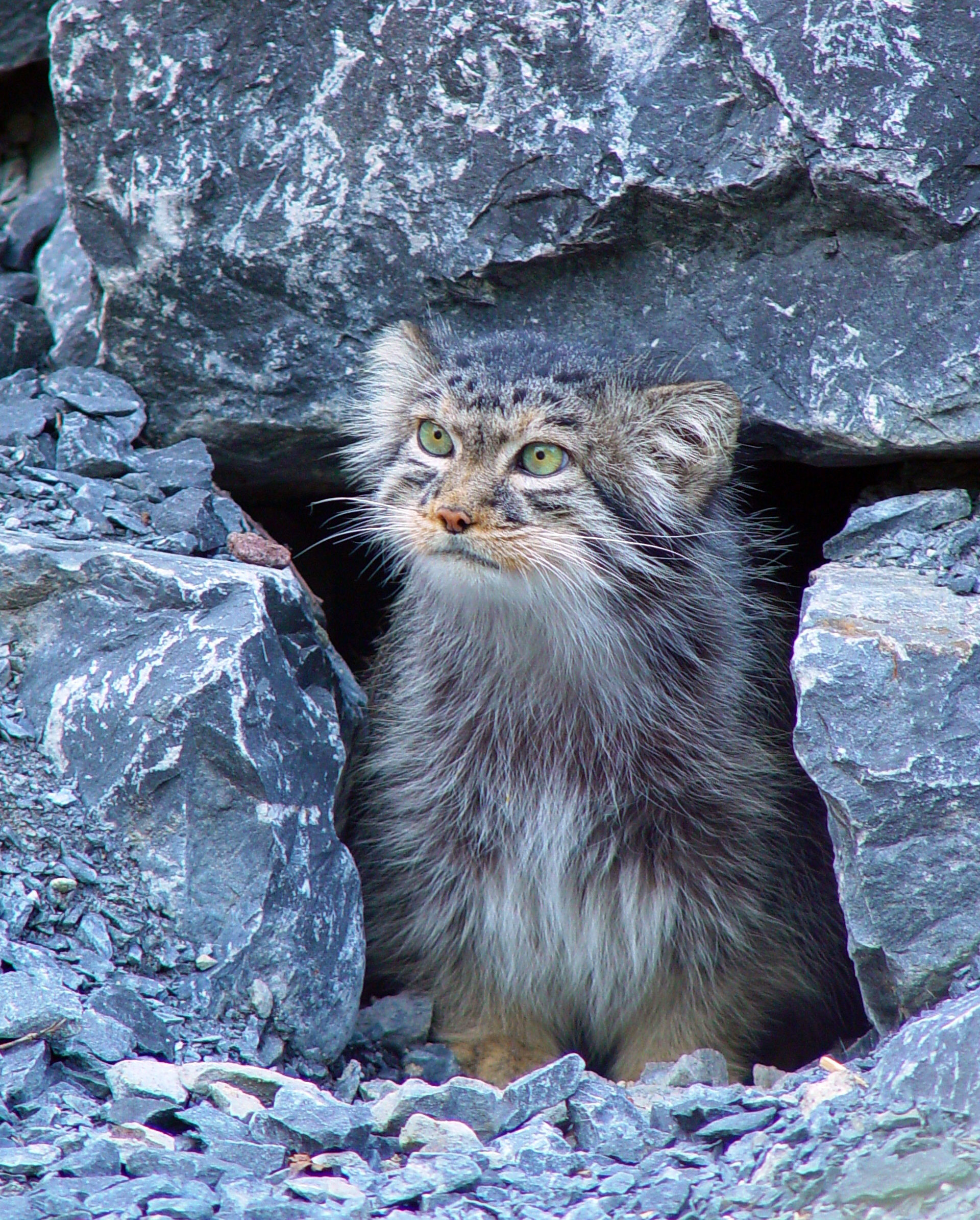
Манул

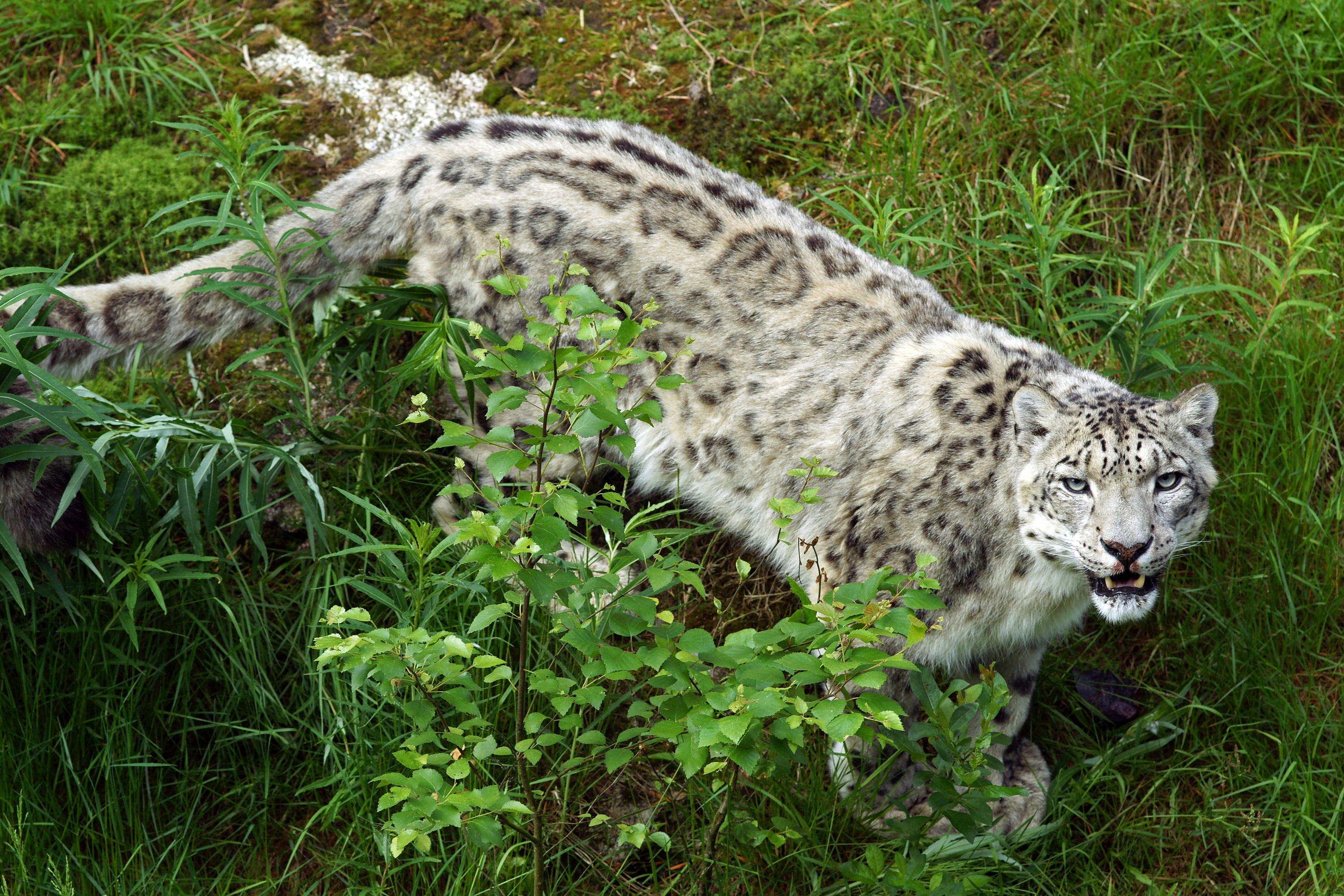
Барс сніговий

Гірський пояс охоплює південні схили Кунгей Алатоо і північні схили Тескей Алатоо на висоті 2000—2700 м над рівнем моря. Біоценози цього пояса відрізняються великою різноманітністю. Тут поряд з гірськими напівпустельними і степовими біоценозами, які займають, переважно південні схили, поширені також високотравні лугові і лугостепові біоценози, лісові (ялинові і арчові) і чагарникові, що зустрічаються в основному на схилах північних експозицій. Водні ценози представлені спільнотами річок, озер, тимчасових водойм, населеними на 50 — 60 % представниками нагірно-азійської фауни і флори.
Тут мешкає багато рідкісних зникаючих, ендемічних і цінних видів рослин і тварин, в тому числі декоративні та лікарські рослини, метелики, джмелі, копитні, хижі звірі, птахи, риби. Тут менше відчувається антропогенний вплив, хоча окремі його території (в основному це літні пасовища) мали інтенсивне навантаження, що призвело до пригнічення на них рослинного покриву і поширенню бур'янів, таких як тархун, аконіт, чемериця Лобеля, щавель кінський та інші.
В результаті скорочення площі лісів, масового випасу худоби, полювання і браконьєрства помітно зменшилася чисельність багатьох тварин: сарни, рисі, ведмедів, кабани, яструба малого, а також марала і тетерука (останні практично зникли).

### Високогірний пояс
Високогірний пояс, що включає в себе субальпійські і альпійську зони, займає верхні частини гірських схилів і хребтів на висоті понад 2 700 метрів над рівнем моря. Тут переважно поширені високогірні корінні біоценози, що уникли згубного впливу господарської діяльності людини. Субальпійські та альпійські луки і лукостепи, є середовищем існування рідкісних і ендемічних видів рослин і тварин.
Біоценози високогірних тундр і розрідженої рослинності прильодовикових скель і осипів збереглися майже в своєму первозданному вигляді і сформовані часто унікальними видами флори і фауни, такими як сосюрея загорнута, дріадоцвіт четиритичинковий, різні види ломикаменів, тянь-шанський гірський баран, сніговий барс, ведмідь бурий тянь-шанський, манул і інші. У водоймах високогірної тундри мешкають рідкісні безхребетні — гамарус азійський, гемідіаптомус Ігнатова (релікт льодовикової ери), ендемічні риби роду Diptychlus.

### Фауна
Фауна наземних хребетних представлена 335 видами, в тому числі 3 видами земноводних; 11 видами рептилій, 54 видами ссавців, з яких 9 занесені до Червоної книги Киргизстану, 4 види — ендеміки Тянь-Шаню, 4 види завезені або проникли нещодавно.
До Червоної книги Киргизстану внесено 12 видів комах: 5 метеликів, в тому числі махаон, 4 види аполлонів, 3 види джмелів, бджола-тесля, з жуків — красотіл пахучий, з двокрилих — ктир велетенський і мегахіла округла.
Список птахів включає 267 видів, з нього виключені види, що не зустрічалися тут 50-60 років, або випадково зальотні. Достовірно гніздиться тут 173 види і ще у 11 видів гніздування передбачається, але поки не підтверджено. З 184 видів, що гніздяться — 65 (35,3 %) осілих, стільки ж — прогонових (частина з них в невеликій кількості залишається зимувати) і 52 (28,2 %) — зимуючих. Три види внесені до Червоного списку Міжнародного союзу охорони природи, 18 видів занесено до Червоної книги Киргизстану.

### Флора

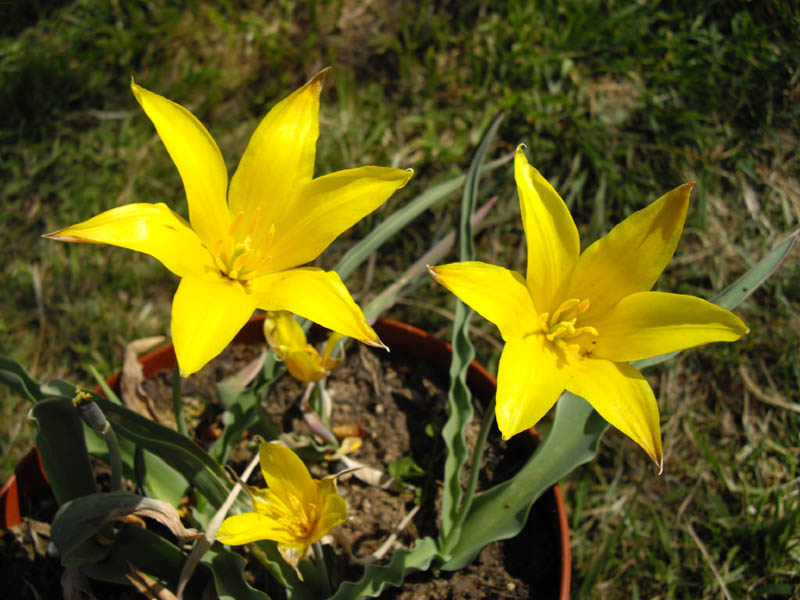
Тюльпан Колпаковського

Флору Іссик-Кульської улоговини складають 134 родини, 536 родів. З них лишайники складають 20 родин, 39 родів і 120 видів: мохи — 5 родин, 16 родів, 38 видів: папороті — 3 родини, 7 родів; хвощевидні — 1 родину, 3 види; голонасінні — 3 родини, 6 родів, 12 видів; покритонасінні — 102 родини, 467 родів, 1137 видів.
Рослин, занесених до Червоної книги Киргизстану, на біосферній території налічується 9 видів. Це аїр, оман високий, сосюрея загорнута, тяньшаночка зонтиконосна, чесніелля волосиста, солодушка киргизька, тюльпан Колпаковського, анемона туполиста, сибірка тянь-шанська.